# Pont de Sassanat

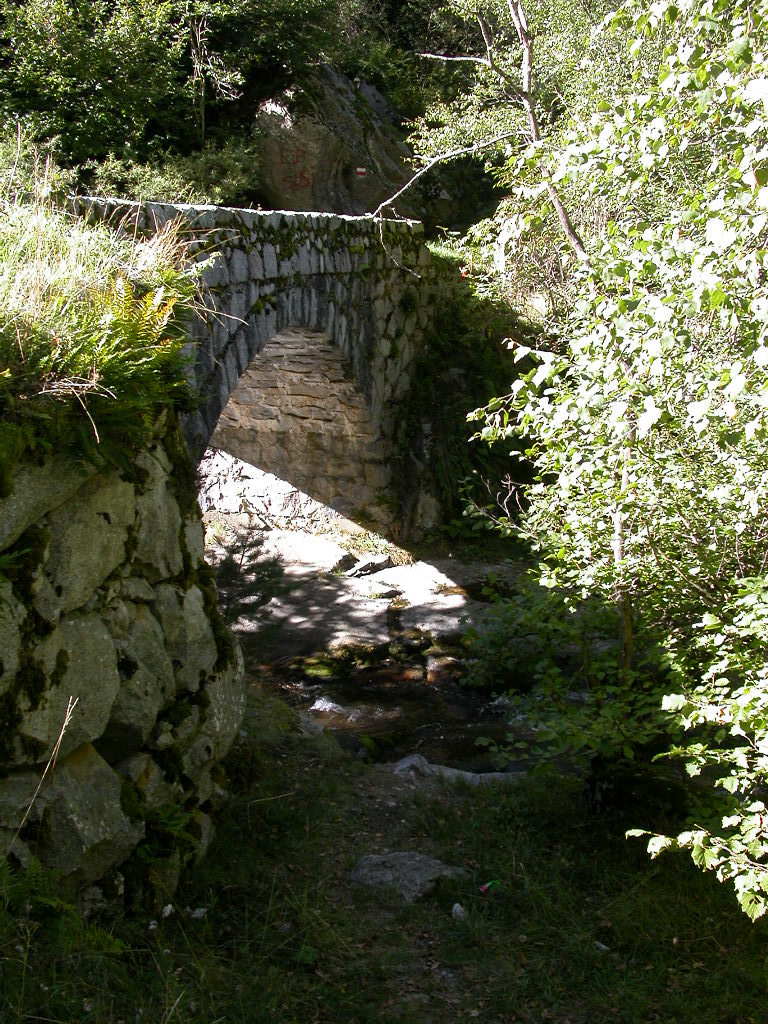
Granitbrücke Sassanat

Pont de Sassanat ist eine Brücke im Gemeindegebiet von Escaldes-Engordany im Fürstentum Andorra.
Die in der ersten Hälfte der 1940er Jahre von der Firma FHASA (Forces Hidroelèctriques d’Andorra)  im Madriu-Tal durchgeführten Arbeiten zur Wassergewinnung erforderten die Verbesserung der Zufahrtsstraßen zum Madriu-Tal, von denen die wichtigste die Gebirgsstraße Camí de la Muntanya ist, die im Bezirk Sassanat mit dieser Steinbrücke den Fluss Madriu überquert.
Es handelt sich um eine flache Bogenbrücke mit abgesenktem Bogenauge und Steinhandlauf. Sie wurde komplett mit Granitblöcken gebaut und gilt als anschauliches Beispiel für die Anpassung der Hochgebirgsarchitektur an die neuen Stilrichtungen, was auch ein Zeugnis für den Eingriff des Menschen in seine natürliche Umgebung des Madriu-Tal ist.
Die Konstruktion, die zwischen 1942 und 1944 datiert ist, gilt als besonders schützenswertes Objekt und wurde in die Liste Bienes de Interés Cultural (BIC) aufgenommen.